# Zagaj (województwo łódzkie)
Zagaj – wieś w Polsce, położona w województwie łódzkim, w powiecie łęczyckim, w gminie Góra Świętej Małgorzaty.
| SIMC    | Nazwa    | Rodzaj    |
| ------- | -------- | --------- |
| 0565908 | Lucjanów | część wsi |
| 0565914 | Zagaj    | część wsi |

W latach 1975–1998 wieś należała administracyjnie do województwa płockiego.